# Akshapada Gautama
Akshapada Gautama (IAST:  Akṣapāda Gautama) est un philosophe hindou (VIe siècle de notre ère) considéré comme le fondateur de l'une des six écoles principales de la philosophie hindoue, dites āstika, le Nyāya. 

## Nyāya et théisme
« De toutes les écoles, le Nyâya est la seule qui accepte l'existence du Seigneur, capable de transmettre la vérité. ».